# Маккенью
Маккенью Маеда (яп. 前田 真剣佑 Maeda Makken'yū, нар. 16 листопада 1996), професійно відомий як Маккенью Арата (яп. 新田 真剣佑 Arata Makken'yū) або просто Маккенью — японський актор. Маккенью став відомим після того, як зіграв Арату Ватаю в трилогії «Чіхаяфуру» у 2016 році, яка принесла йому нагороду Японської академії, як найкращому новому актору у 2017 році. Відтоді він зіграв персонажів у багатьох інших адаптаціях популярних серіалів манги, включаючи JoJo's Bizarre Adventure: Diamond Is Unbreakable Chapter I (2017), Tokyo Ghoul S (2019), лиходія Юкісіро Еніші в Rurouni Kenshin: The Final (2021), головного героя Пегаса Сейю в Knights of the Zodiac і Ророноа Зоро в серіалі Netflix One Piece (2023).

## Біографія
Маккенью Маеда, більш відомий як Маккенью Арата, народився 16 листопада 1996 року в Лос-Анджелесі в сім'ї японських батьків Тамамі і Сонні Чіба. У нього є єдинокровна старша сестра Джюрі (Джулія) Манасе (дочка його батька від попереднього шлюбу) і рідний молодший брат на ім'я Гордон Маеда. Маккенью навчався в середній школі Беверлі-Гіллз за програмою Advanced Placement Program. У підлітковому віці знявся в кількох фільмах і телешоу, зокрема в телевізійному міні-серіалі «Team Astro (Astro Kyūdan)» (2005) і японському художньому фільмі «Oyaji» (2007), адже більшу частину часу він приділяв навчанню в школі. У дитинстві у Маккенью було багато інтересів. Він навчився верхової їзди і ябусаме у віці 7 років, практикував кіокушин карате з 8 років і посів 3-е місце на національному чемпіонаті кіокушин карате США в середній школі. У старшій школі він займався гімнастикою, водним поло і боротьбою, ставши представником школи для останніх. Він також захоплювався музикою, грав на піаніно з 10 років, а пізніше брав участь у духовому оркестрі своєї середньої школи в Беверлі-Гіллз, граючи на саксофоні та флейті.
У 15 років Маккенью подивився японський фільм і актор, який зіграв у ньому головну роль, надихнув його на те, щоб зайнятися професійною акторською майстерністю. На початку своєї акторської кар'єри в Японії він продовжував мріяти про те, щоб зіграти разом із цим актором. Пізніше, після того як Маккенью знявся в екранізації «Хоробрі: Ультрамаринові війни (Brave: Gunjō Senki)» він поділився, що його кумиром був покійний Харума Міура, який у «Хоробрих» зіграв роль воєначальника Мацудайра Мотоясу, більш відомого як засновник династії сьогунів Токуґава — Токуґава Ієясу.
У 2014 році у віці 16 років Маккенью отримав свою першу головну роль у повнометражному фільмі «Ризикни (Take a Chance)». У 2015 році був показаний у популярному короткометражному фільмі «Я повернувся (Tadaima)» про японську сім'ю, яка страждає від наслідків Другої світової війни. За цю роль він отримав нагороду в номінації «Найкраща чоловіча роль другого плану» на фестивалі Asians On Film Festival. Того ж року він вирішив продовжити навчання акторської майстерності в Японії, заявивши, що Японія буде для нього найкращим місцем для навчання через різноманітність ролей, доступних для молодих акторів.

## Особисте життя
Маккенью одружений та не розголошує імені своєї обраниці.